# Willard Leroy Metcalf
Willard Leroy Metcalf (* 1. Juli 1858 in Lowell, Massachusetts; † 9. März 1925 in New York City) war ein amerikanischer Maler.

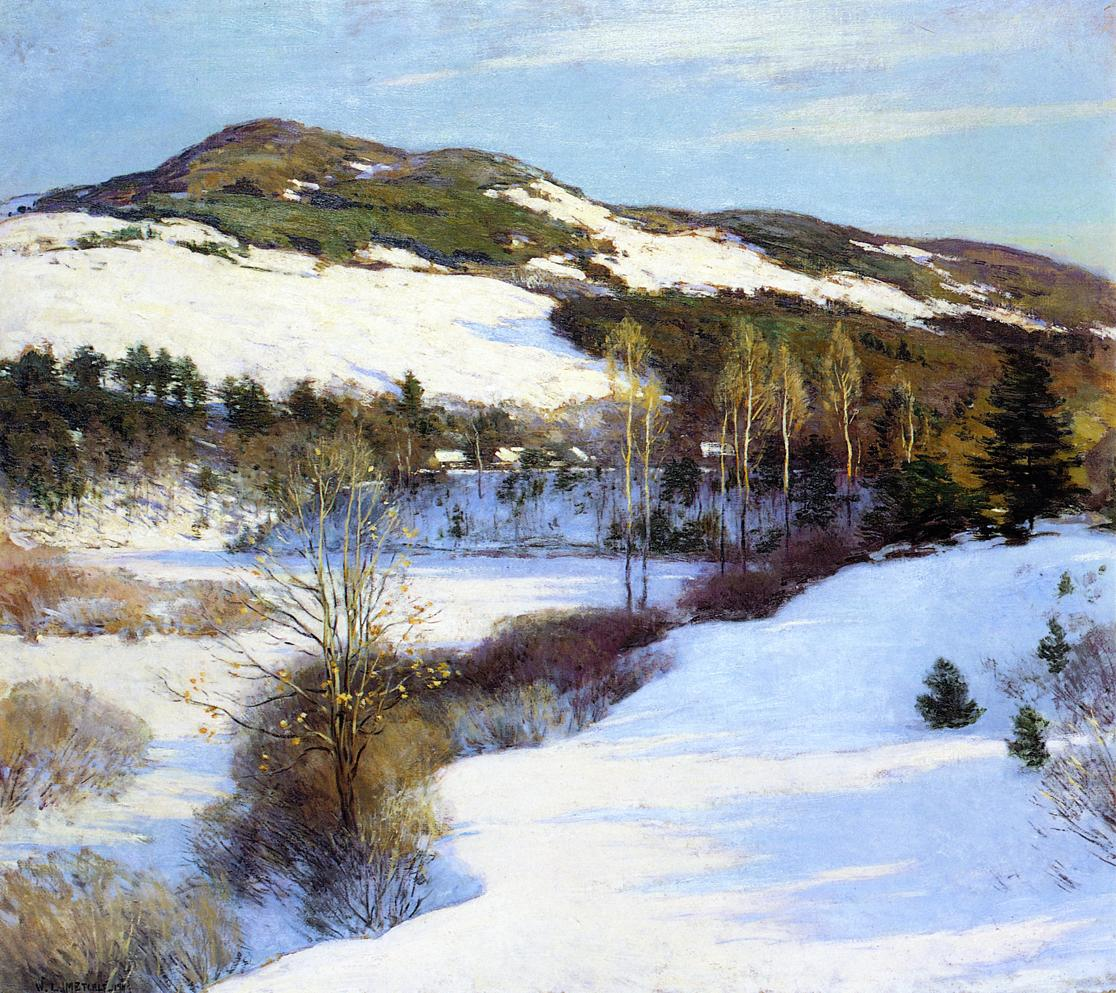
Willard Leroy Metcalf: Cornish Hills

## Leben
Die ersten Lebensjahre verbrachte Metcalf auf einer Farm in Maine. Seine künstlerische Ausbildung begann er bei einem Holzschneider in Boston. Der Landschaftsmaler George Loring Brown war anschließend sein Lehrer, während er gleichzeitig das Lowell Institute besuchte. Zusammen mit Brown verbrachte er die Sommermonaten in den White Mountains von New Hampshire, wo erste Landschaftsstudien entstanden. Später gehörte er zu den ersten Stipendiaten der Schule des Museum of Fine Arts in Boston.
Aufgrund seines Interesses an Ornithologie und seiner zeichnerischen Fähigkeiten nahm er 1881 an einer Expedition in den Südwesten der USA teil. In New Mexico und Arizona fertigte er für die Zeitschriften Harpers und Century zahlreiche Illustrationen an, wobei seine Dokumentationen des Indianerstammes der Zuñi besondere Anerkennung fanden.
Durch den finanzieller Erfolg seiner Illustrationen war Metcalf 1883 in der Lage nach Frankreich zu reisen. In Paris besuchte er die Académie Julian, wo er Unterricht bei Gustave Boulanger und Jules-Joseph Lefebvre nahm. Metcalf studierte alle wichtigen Kunstrichtungen Frankreichs des 19. Jahrhunderts. Neben der akademischen Malerei und der Schule von Barbizon lernt er auch den Impressionismus kennen und besucht Pont-Aven und Giverny. Zusammen mit Theodore Robinson gründete er hier in unmittelbarer Nähe zu Claude Monet eine amerikanische Künstlerkolonie.
Bei einer Studienreise nach Tunis und Marokko im Jahr 1887 malte Metcalf typische Straßenszenen. Im Folgejahr wurde sein dort entstandenes Gemälde Arabische Markt im Pariser Salon mit einer ehrenvollen Erwähnung gewürdigt.
1888 kehrte Metcalf zurück nach Boston, wo er bei einer Einzelausstellung seiner Werke im St. Botolph Club bei Kritikern Anerkennung fand. 1891 siedelte er nach New York über. In dieser Zeit verdiente Metcalf seinen Lebensunterhalt mit Illustrationen, Malunterricht und dem Verkauf einiger Porträts. Der ersehnte Erfolg mit seinen Landschaftsgemälden kam erst 1896. Mit dem Gemälde Gloucester Hafen gewann er bei der jährlichen Ausstellung der Society of American Artists den angesehenen Webb-Preis.
1897 erfolgte der Austritt aus der Society of American Artists und die Gründung der Künstlergemeinschaft Ten American Painters, für die er auch das Manifest entwarf. Für die Ausgestaltung des Appelationsgerichtes in New York erhielt er 1899 den Auftrag für zwei Wandgemälden.
Metcalf verbrachte das Jahr 1904 in Maine und wandte seine Malerei erneut zum Impressionismus. Er selbst bezeichnete dies als seine persönliche „Renaissance“. Obwohl er sein Atelier in New York hatte, malte er überwiegend in Neu-England. Ab 1905 ist er regelmäßig in Old Lyme, Connecticut und Teil der dortigen Künstlerkolonie. 1908 wurde er in die American Academy of Arts and Letters gewählt.
Royal Cortissoz, der Kritiker der New York Daily Tribune, war einer der wichtigsten Förderer von Metcalf. Wiederholt veröffentlichte er monografische Artikel über den Maler. Ab 1906 hatte Metcalf mit seinen Landschaftsbildern auch beim Publikum großen Erfolg. Seine bevorzugten Motive waren die Landschaften der Berkshires, Cornish (New Hampshire), Springfield (Vermont), Casco Bay und die Halbinsel von Damariscotta in Maine.

## Werke

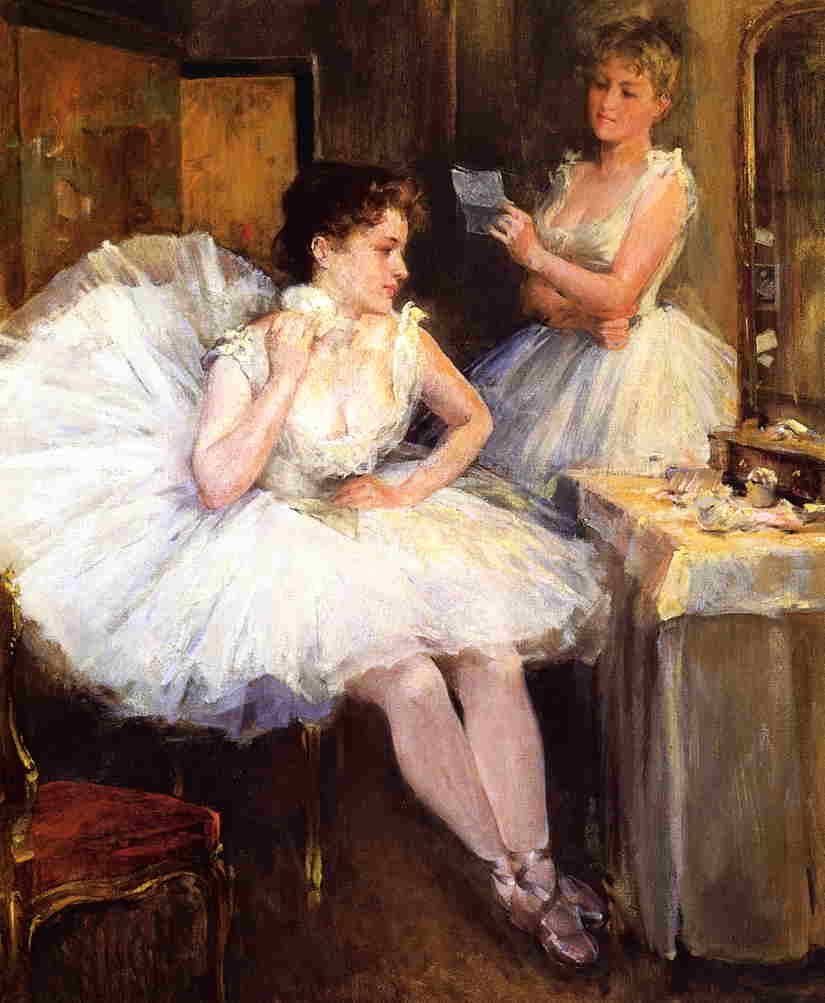
Die Balletttänzerinnen
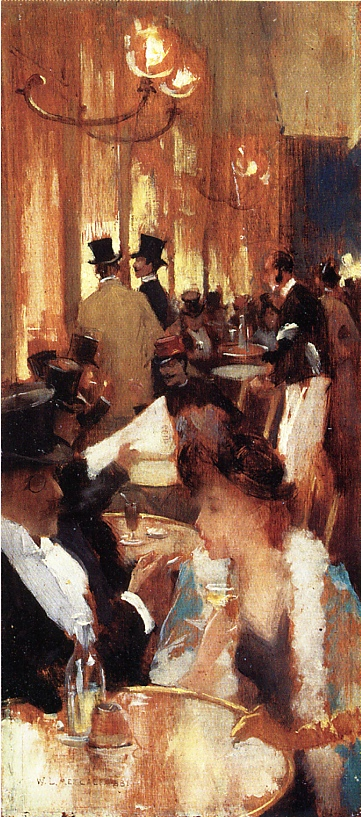
Im Café
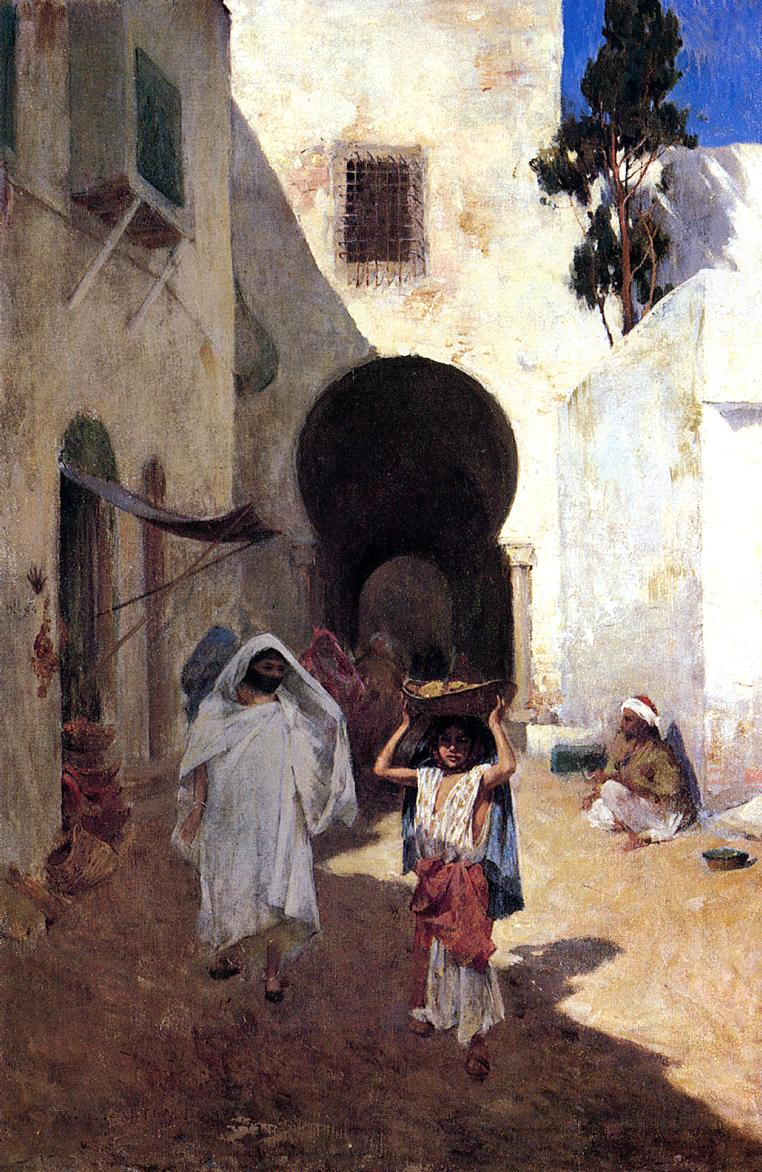
Straßenszene, Tanger
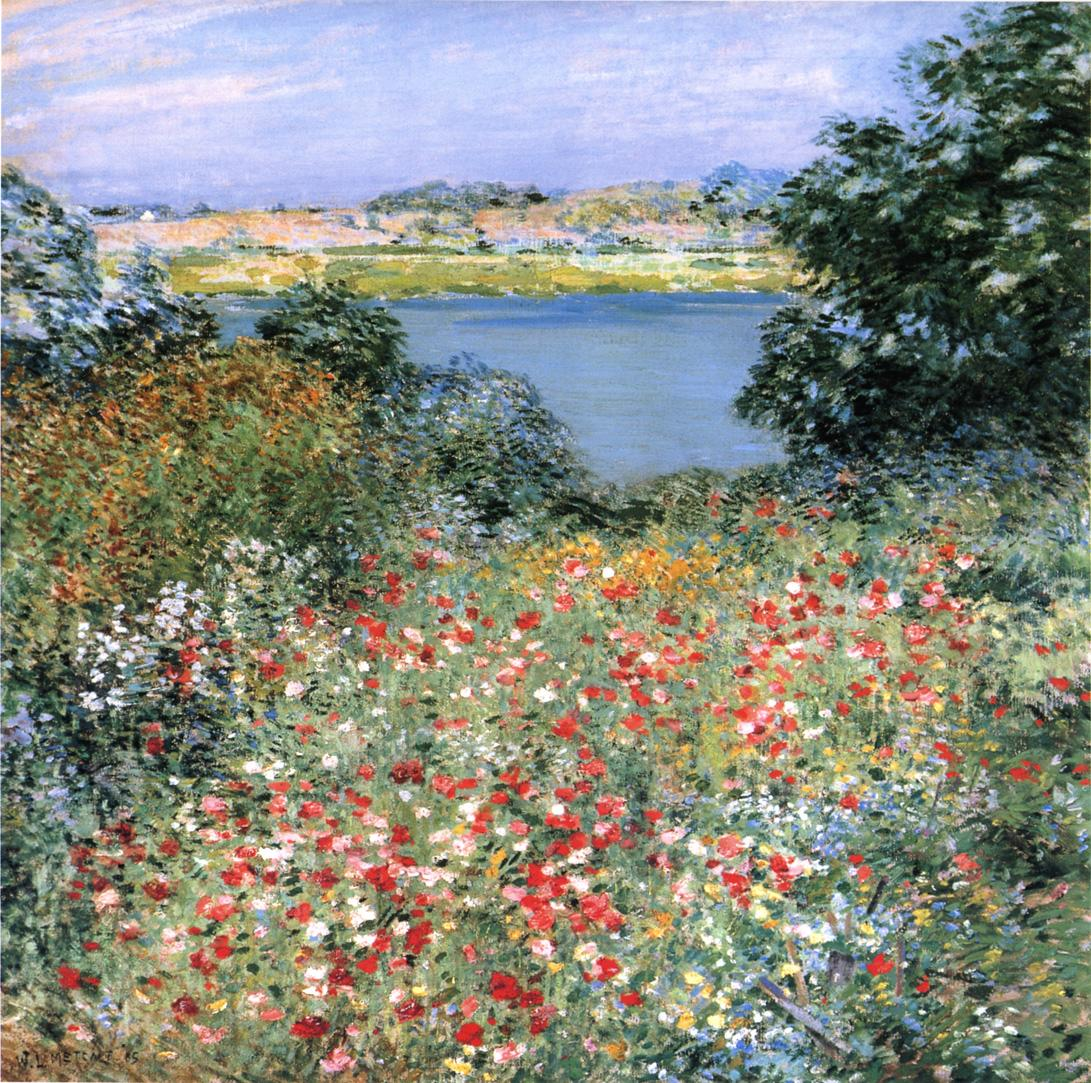
Garten mit Mohnblumen
Indian Summer, Vermont
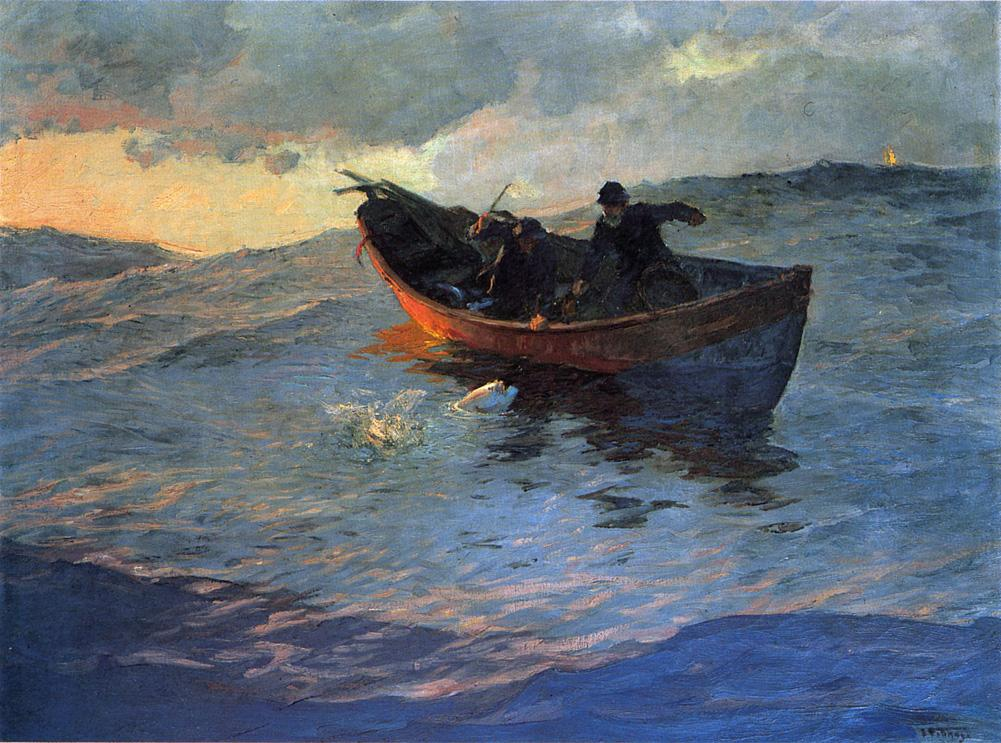
An der Küste von Suffolk
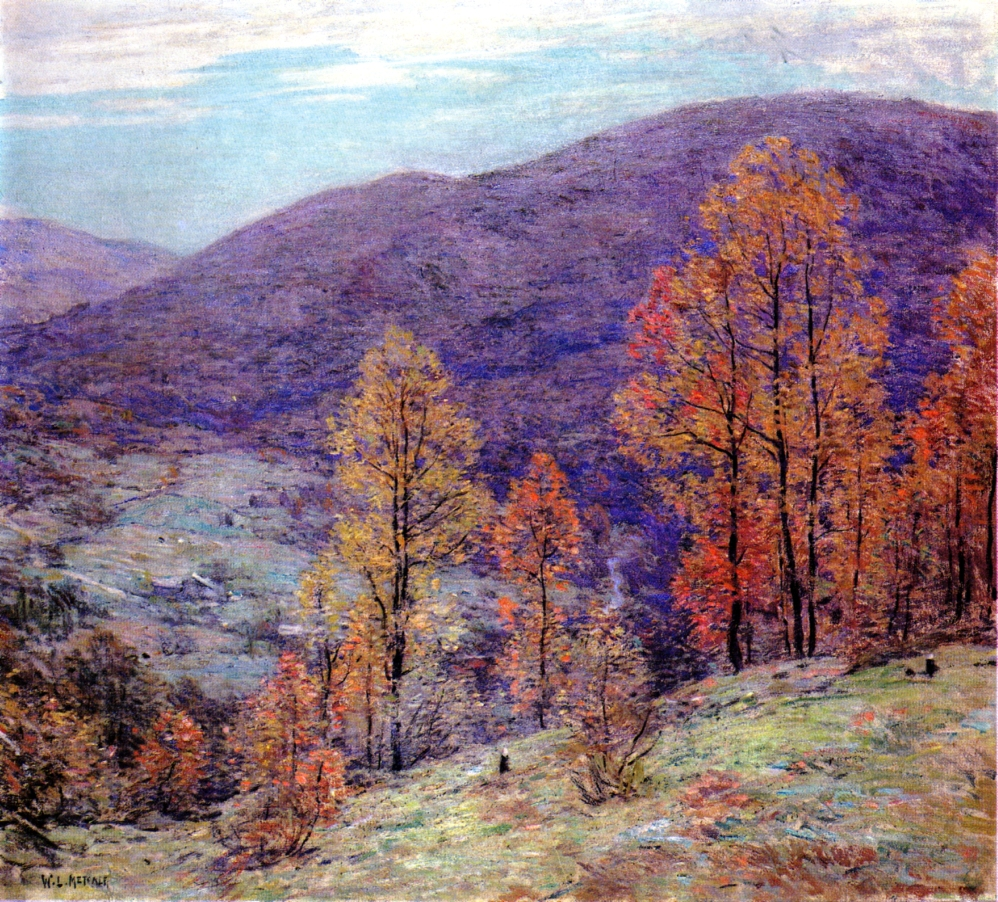
Die Herbstpracht
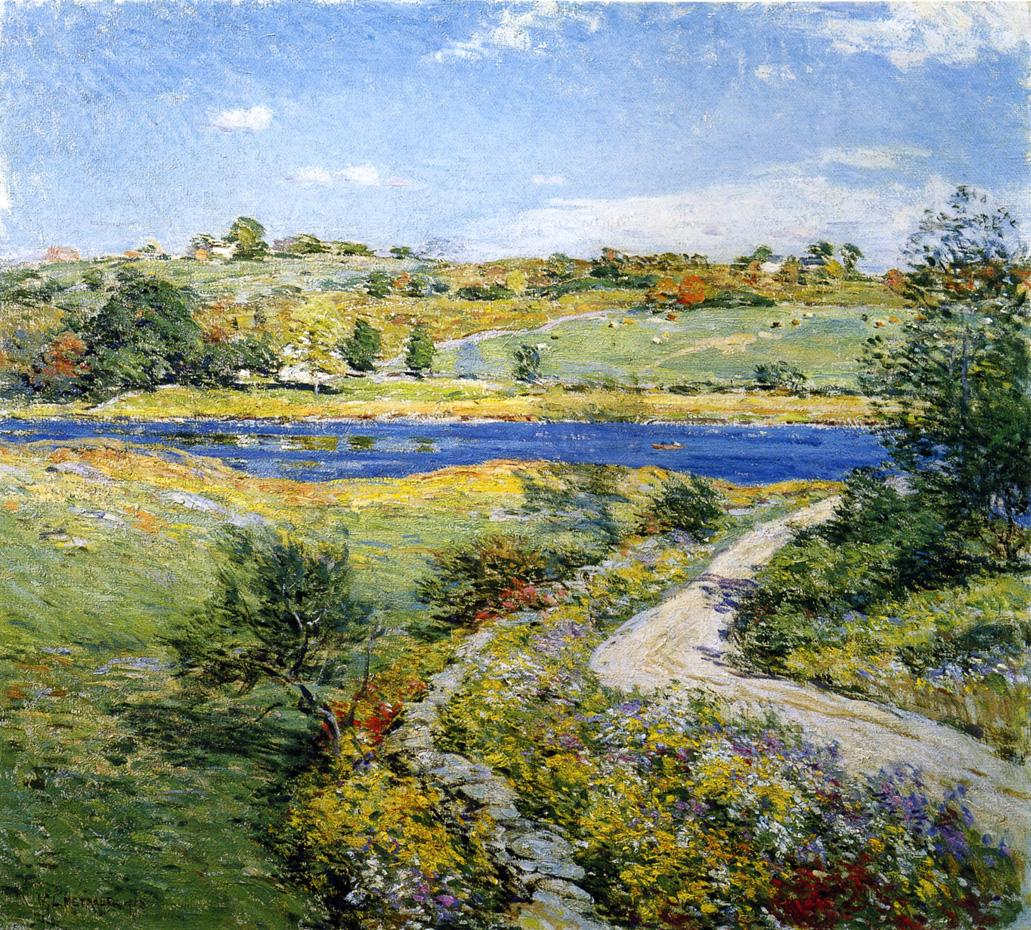
Straßenrand im Herbst